# Markham (Ontario)
Markham is een stad in de Canadese provincie Ontario, gelegen net ten noorden van Toronto. Markham heeft volgens de volkstelling van 2011 301.709 inwoners en de stad beslaat een oppervlakte van 212,5 km². Markham ligt op ongeveer 200 meter hoogte in een licht glooiend landschap.
Vanaf 1794 werd het gebied dat nu Markham is bewoond door Europeanen waaronder Duitsers en Mennonieten. In 1850 werd Markham een township en in 1972 kreeg het een eigen stadsbestuur (hoewel Markham officieel geen stad is maar een town (dorp)). In de laatste decennia is Markham snel gaan groeien en thans is het de op drie na grootste plaats in het grootstedelijk gebied van Toronto.
Van de ruim kwart miljoen inwoners van Markham is 44% blank en 30% van Chinese afkomst terwijl bijna 13% van Zuid-Aziatische afkomst is. Naast het Christendom zijn de belangrijkste godsdiensten het Hindoeïsme (5,7% van de bevolking), Islam (5,3%) en Jodendom (5,3%). In 2011 was 34,2% van de bevolking Chinees en daarmee de grootste etnische groepering in Markham.
Er bevindt zich een kleine Gereformeerde Gemeente (Netherlands Reformed Congregation) met 63 leden in 2020.